# 진보인민당 (독일)
진보인민당(독일어: Fortschrittliche Volkspartei, FVP)은 독일의 사회자유주의 정당이다.
진보 인민당은 모두에게 평등한 투표권, 프로이센의 '3계급 투표제' 폐지, 새로운 지방 선거법 제정과 제국을 의회 민주주의 입헌 군주국으로 바꾸기 위해 제국 헌법 개정 등을 요구했다.
1917년 7월 사회민주당, 중앙당과 함께 평화 결의안을 통과시켰으나 그것이 종전을 가져오지는 못했다.
1918년 제국의 멸망과 함께 해체되었고 국민자유당 좌파와 진보 인민당의 대다수는 독일 민주당에 합류했다.

## 같이 보기
- 자유민주주의
- 자유주의